# 에밀리 키니
에밀리 키니(Emily Kinney, 1985년 8월 15일 ~ )는 미국의 배우이자 싱어송라이터, 모델이다.

## 출연 작품
- 컨빅션 (2016)
- 메시아 (2016)
- 워킹 데드 5 (2014)